# Велде, Виллем ван де (Старший)
Виллем ван де Велде Старший (нидерл. Willem van de Velde; ок. 1611, Лейден — 13 декабря 1689, Гринвич) — голландский рисовальщик и живописец-маринист из семьи художников ван де Велде. Художниками были его брат Эсайас ван де Велде, двоюродный брат Велде, Ян ван де Ян ван де Велде Младший, племянник (сын Эсайаса) Антоний и Ян Янс ван де Велде (сын Яна Младшего), а также его собственные сыновья Виллем ван де Велде Младший и Адриан ван де Велде.

## Биография
Виллем ван де Велде Старший родился в Лейдене в семье фламандского шкипера Виллема Виллемсзона ван де Велде. Он познакомился с судоходством в раннем возрасте благодаря работе с отцом. Точно неизвестно, когда он начал рисовать, но в начале 1730-х годов он открыл мастерскую живописи в Амстердаме. Ван де Велде переехал в Амстердам со своей женой Юдик ван Леувен и новорождённым сыном Виллемом. Юдик родила ему двух сыновей — Виллема и Адриана, будущих художников.
С 1657 года семья жила в Амстердаме на Корте Конингстраат на Ластаге. Когда Козимо III Медичи посетил мастера в 1668 году, он жил на Амстеле. В 1672 году, в начале Третьей голландско-английской войны, Виллем Старший вместе со своим сыном Виллемом переехал в Англию, где поступил на службу к английскому королю Карлу II. В Англии Виллем был назначен официальным военным художником и вместе с флотом участвовал в Первой и Второй битвах при Шуневелде. Помимо картин, Ван де Велде также выполнял картоны шпалер с изображением морских сражений для Джеймса, герцога Йоркского. Две шпалеры были приобретены в 2021 году Морским музеем в Амстердаме.
После вступления на престол в 1689 году Вильгельма III Оранского в качестве короля Англии королевское пособие для Ван де Вельде было отменено. Художник скончался 13 декабря 1693 года и через три дня был похоронен в церкви Сент-Джеймс на Пикадилли в Лондоне.

## Творчество
В молодости, как только Виллем начал рисовать, он увлёкся изображениями кораблей и сцен морских сражений. Некоторое время был официальным художником голландского флота.
В живописи Ван де Вельде пошёл другим путем, чем более известный маринист Корнелис Хендрикс Вром. Ван де Велде создавал монохромные картины пером, на которых с большой точностью изображены корабли и морские сражения. Заказы на свою работу он получал из разных официальных ведомств, в том числе от Генеральных штатов. Он не только писал картины, но и передавал письменные свидетельства очевидцев морских сражений. Во время англо-голландских войн ван де Велде совершил с голландским флотом в общей сложности шесть военных походов.

## Галерея

Корабль, отходящий от причала. Картон, перо, тушь. Королевские музеи, Гринвич
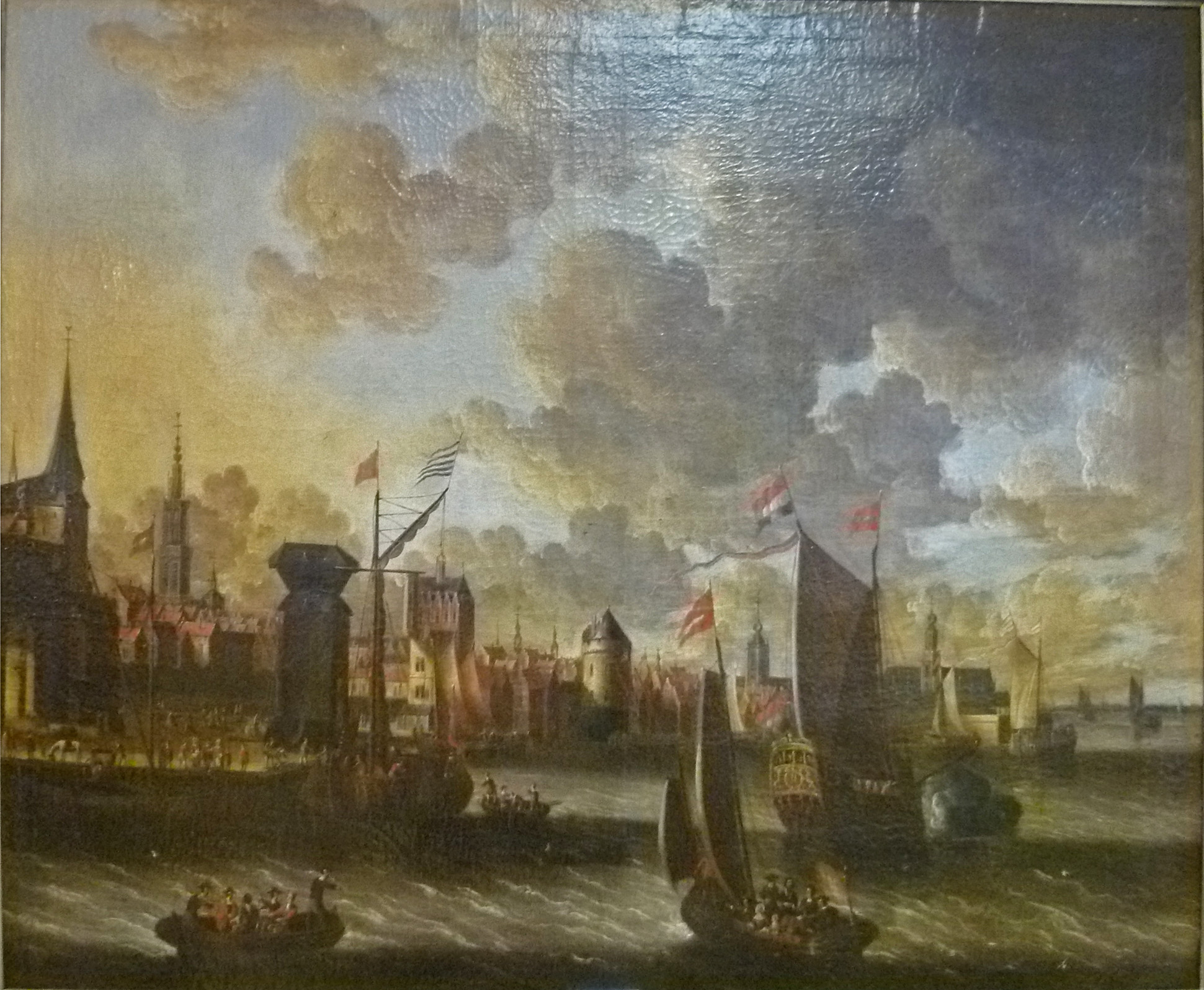
Оживлённый вид Антверпена и Шельды. Холст, масло. Частное собрание
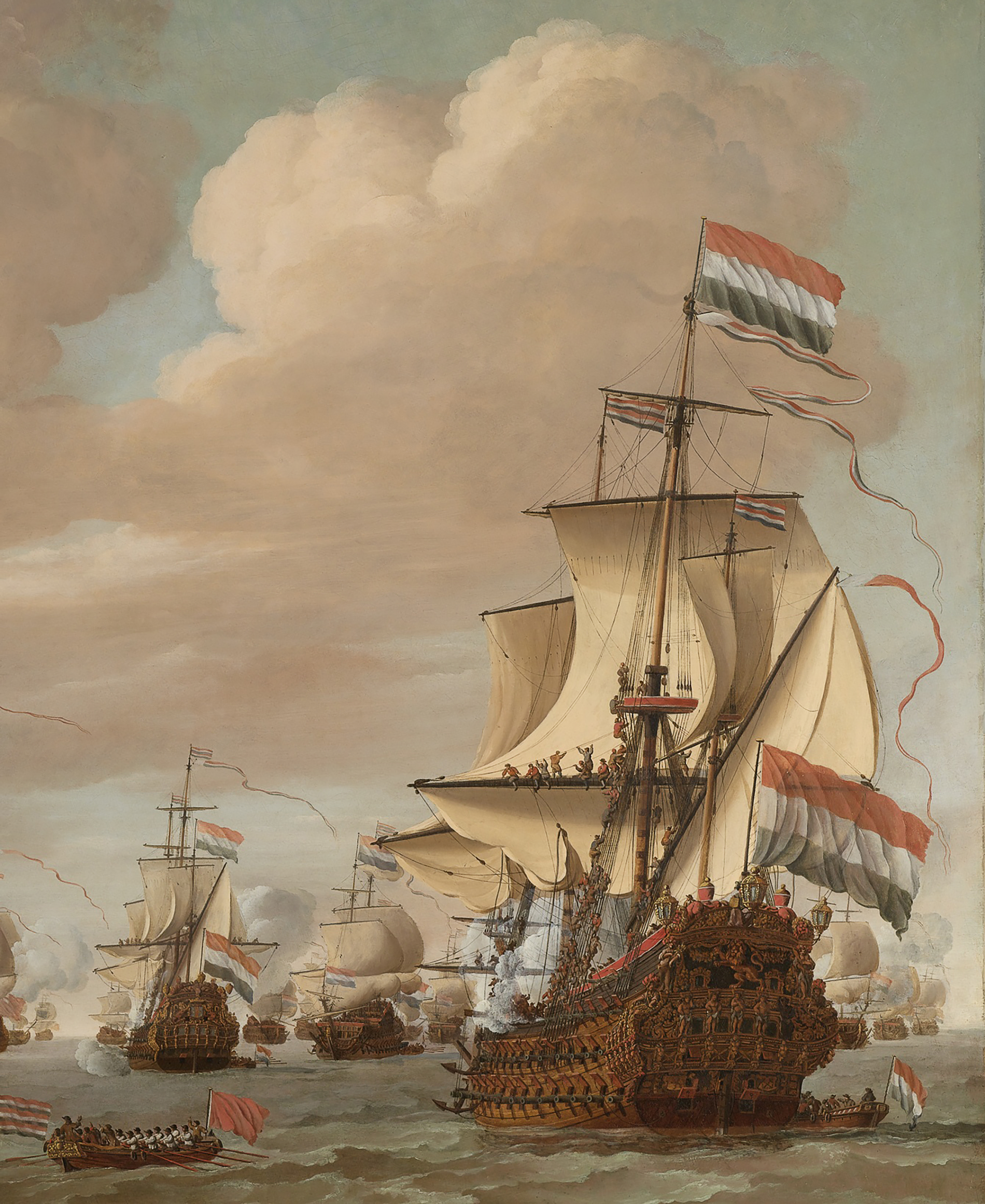
Голландский корабль «Золотой лев» салютует английскому кораблю. 1684. Холст, масло. Частное собрание
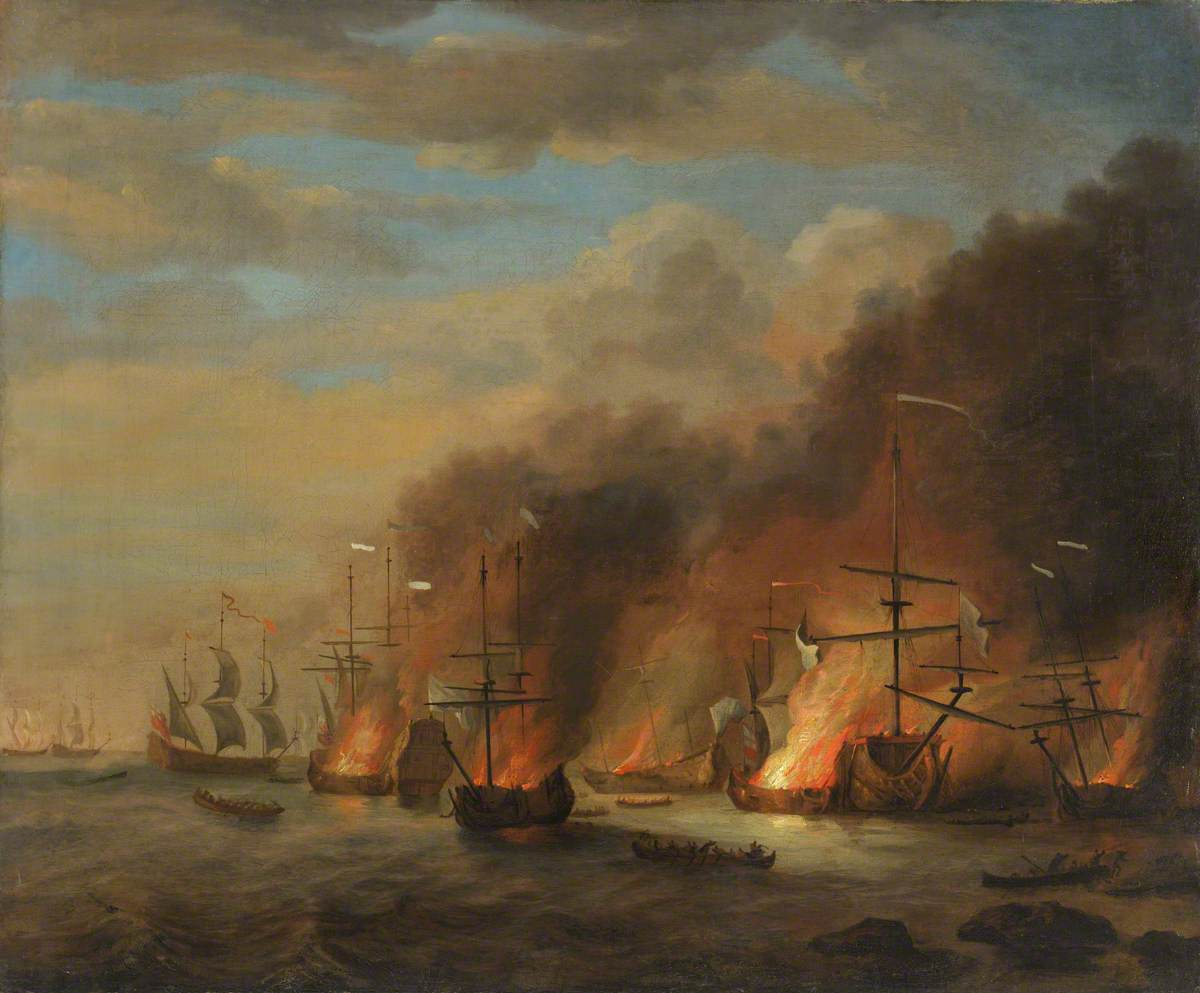
Разрушение «Короля-Солнца» в битве при Ла-Хоге. Холст, масло. Королевские музеи, Гринвич
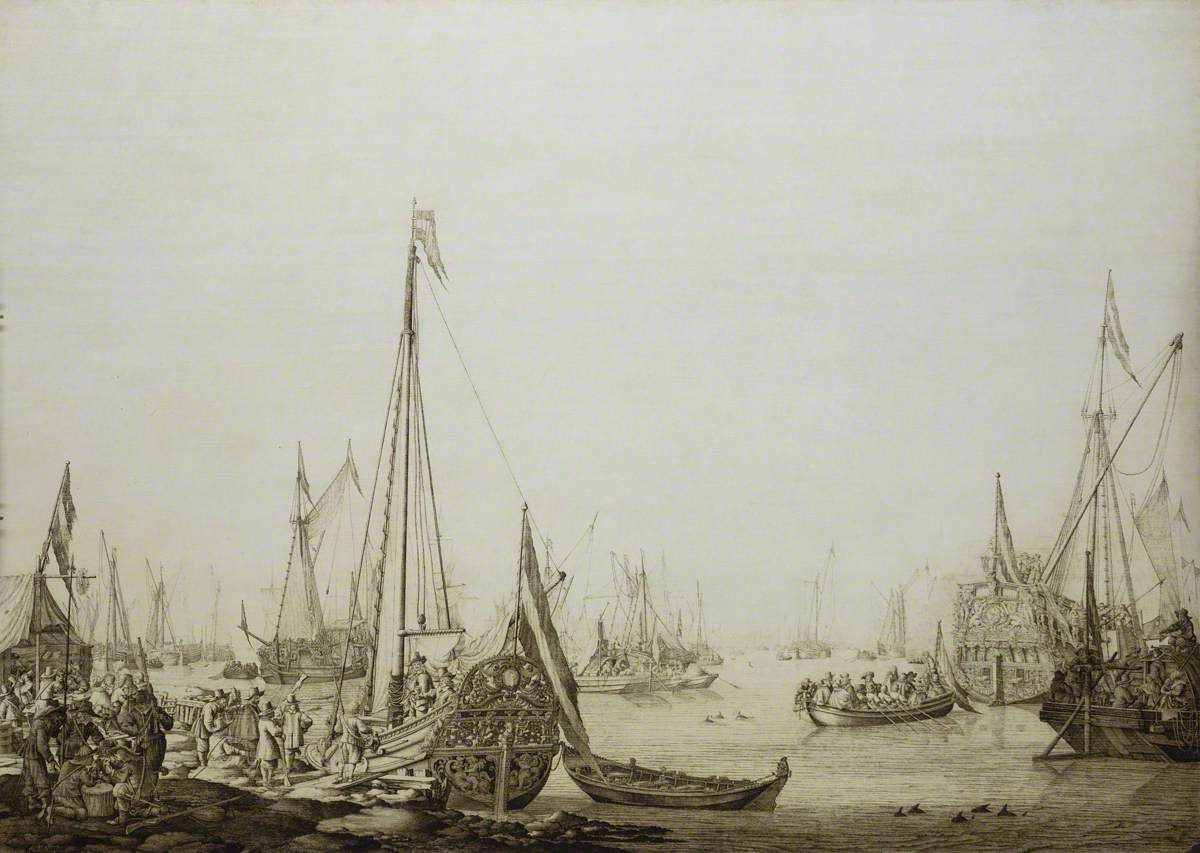
Голландская яхта Безан и многие другие суда в переполненной гавани рядом с таверной. Картон, перо, сепия. Королевские музеи, Гринвич
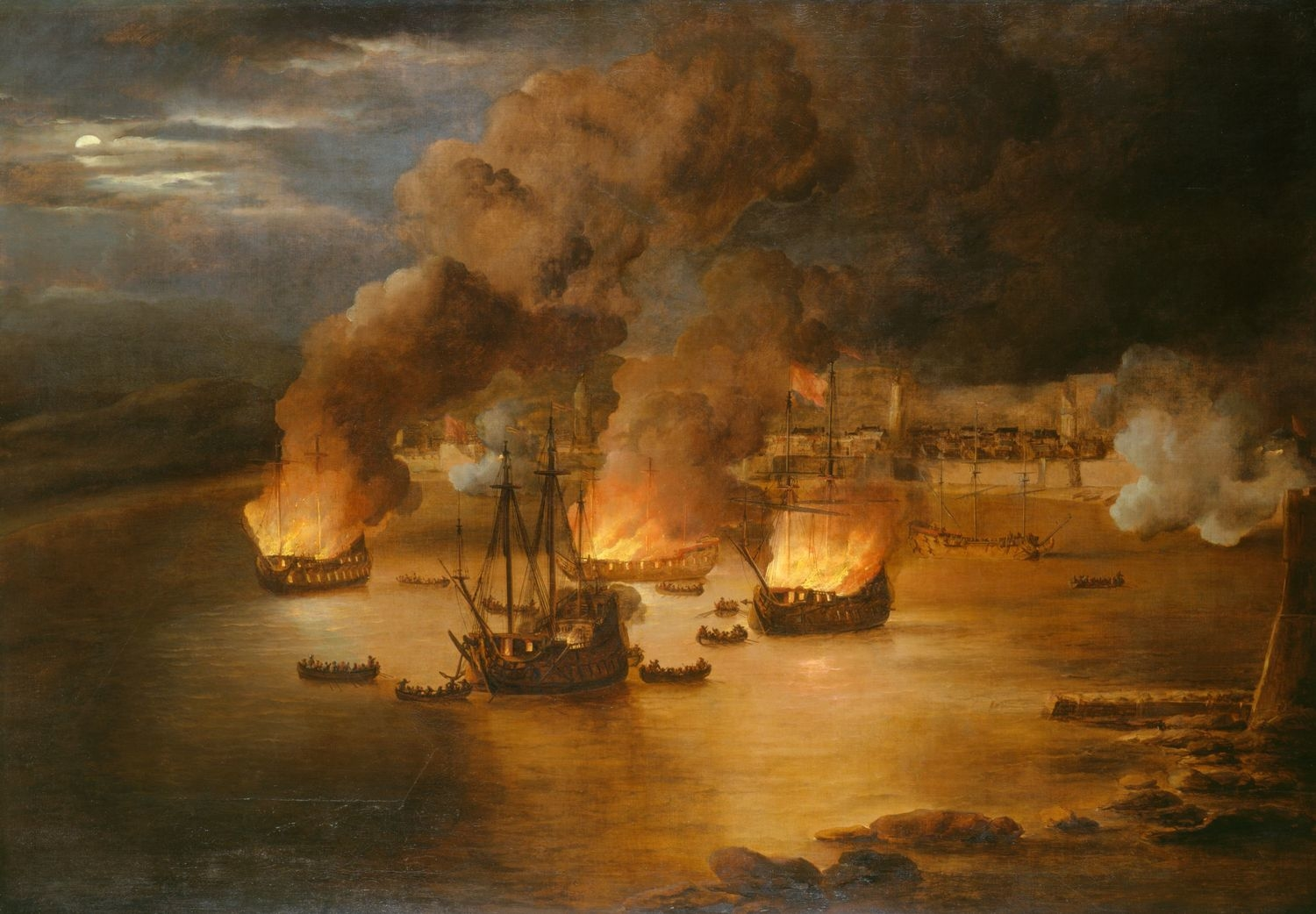
Атака на корабли в Триполи. Холст, масло. Королевская коллекция, Великобритания
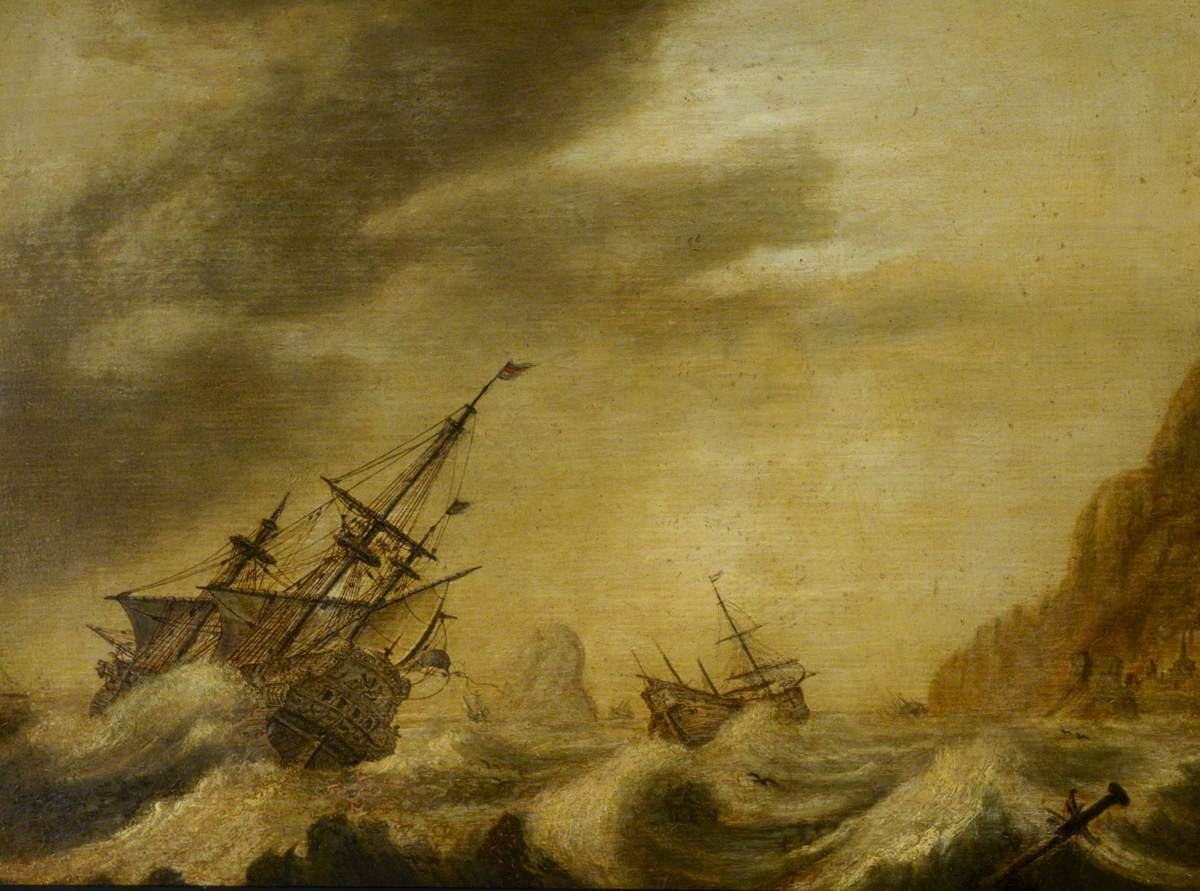
Крутой бейдевинд при умеренном ветре. Холст, масло. Королевские музеи, Гринвич